# Campionati europei di atletica leggera 1946 - 200 metri piani maschili
I 200 metri piani maschili ai campionati europei di atletica leggera 1946 si sono svolti il 24 agosto 1946.

## Podio
| Oro     | Nikolay Karakulov Unione Sovietica |
| Argento | Haakon Tranberg Norvegia           |
| Bronzo  | Jiří David Cecoslovacchia          |

## Risultati

### 1º turno
Passano alle semifinali i primi tre atleti di ogni batteria (Q).

#### Batteria 1
| Posizione | Nome              | Nazionalità      | Tempo | Note |
| --------- | ----------------- | ---------------- | ----- | ---- |
| 1         | Nikolay Karakulov | Unione Sovietica | 21"9  | Q    |
| 2         | Stig Danielsson   | Svezia           | 21"9  | Q    |
| 3         | Carlo Monti       | Italia           | 22"3  | Q    |
| 4         | Gabe Scholten     | Paesi Bassi      | 22"4  |      |
| 5         | Roman Sienicki    | Polonia          | 23"6  |      |

#### Batteria 2
| Posizione | Nome                  | Nazionalità    | Tempo | Note |
| --------- | --------------------- | -------------- | ----- | ---- |
| 1         | Jiří David            | Cecoslovacchia | 22"3  | Q    |
| 2         | Finnbjörn Þorvaldsson | Islanda        | 22"4  | Q    |
| 3         | Chris van Osta        | Paesi Bassi    | 22"5  | Q    |
| 4         | Gerhard Fehrm         | Svezia         | 22"7  |      |
| 5         | Vanes Montanari       | Italia         | 24"1  |      |

#### Batteria 3
| Posizione | Nome             | Nazionalità   | Tempo | Note |
| --------- | ---------------- | ------------- | ----- | ---- |
| 1         | Julien Lebas     | Francia       | 22"2  | Q    |
| 2         | Jack Archer      | Gran Bretagna | 22"2  | Q    |
| 3         | Fernand Bourgaux | Belgio        | 22"7  | Q    |
| 4         | Børge Stougaard  | Danimarca     | 22"8  |      |
| 5         | Egon Solymossy   | Ungheria      | 23"1  |      |
| 6         | Marko Račič      | Jugoslavia    | 23"6  |      |

#### Batteria 4
| Posizione | Nome              | Nazionalità    | Tempo | Note |
| --------- | ----------------- | -------------- | ----- | ---- |
| 1         | Haakon Tranberg   | Norvegia       | 22"1  | Q    |
| 2         | Agathon Lepève    | Francia        | 22"3  | Q    |
| 3         | Mirko Paráček     | Cecoslovacchia | 22"5  | Q    |
| 4         | François Braekman | Belgio         | 22"6  |      |
| 5         | Józef Rutkowski   | Polonia        | 22"8  |      |
| 6         | Robert Roach      | Gran Bretagna  | 23"1  |      |

### Semifinali
Passano alle semifinali i primi tre atleti di ogni batteria (Q).

#### Semifinale 1
| Posizione | Nome              | Nazionalità      | Tempo | Note |
| --------- | ----------------- | ---------------- | ----- | ---- |
| 1         | Jack Archer       | Gran Bretagna    | 22"0  | Q    |
| 2         | Jiří David        | Cecoslovacchia   | 22"1  | Q    |
| 3         | Nikolay Karakulov | Unione Sovietica | 22"1  | Q    |
| 4         | Agathon Lepève    | Francia          | 22"2  |      |
| 5         | Mirko Paráček     | Cecoslovacchia   | 22"7  |      |
|           | Chris van Osta    | Paesi Bassi      | dns   |      |

#### Semifinale 2
| Posizione | Nome                  | Nazionalità | Tempo | Note |
| --------- | --------------------- | ----------- | ----- | ---- |
| 1         | Stig Danielsson       | Svezia      | 22"0  | Q    |
| 2         | Haakon Tranberg       | Norvegia    | 22"0  | Q    |
| 3         | Julien Lebas          | Francia     | 22"1  | Q    |
| 4         | Fernand Bourgaux      | Belgio      | 22"2  |      |
| 5         | Carlo Monti           | Italia      | 22"2  |      |
| 6         | Finnbjörn Þorvaldsson | Islanda     | 22"3  |      |

### Finale
| Pos.    | Nome              | Nazionalità      | Tempo | Note             |
| ------- | ----------------- | ---------------- | ----- | ---------------- |
| Oro     | Nikolay Karakulov | Unione Sovietica | 21"6  | Record nazionale |
| Argento | Haakon Tranberg   | Norvegia         | 21"7  |                  |
| Bronzo  | Jiří David        | Cecoslovacchia   | 21"8  |                  |
| 4       | Stig Danielsson   | Svezia           | 21"9  |                  |
| 5       | Julien Lebas      | Francia          | 22"0  |                  |
| 6       | Jack Archer       | Gran Bretagna    | 22"0  |                  |